# 하이-엠솔루텍
하이-엠솔루텍은 전자제품 기술 서비스를 주 사업으로 하는 LG전자의 계열사이다.

## 연혁
- 2006년 시스템에어컨 엔지니어링(주) 설립
- 2008년 LG그룹 계열사로 편입
- 2010년 하이-엠솔루텍 주식회사로 사명 변경

## 주요 사업
- 시스템 에어컨 등 냉난방 공조제품에 대한 서비스 및 유지보수 제공
- 정수기, 공기청정기, 안마의자 등 엘지전자 렌탈/케어제품의 유지관리 제공

## 같이 보기
- LG그룹
- LG전자